# Maria z Betanii
Maria z Betanii (zm. I wiek) – postać biblijna, siostra Marty i Łazarza, czczona w Kościele katolickim i prawosławnym jako święta. 
Mieszkała w Betanii. W domu Marii i jej rodzeństwa gościł Jezus po wskrzeszeniu Łazarza. Wtedy to Maria namaściła Pana kosztownym olejkiem nardowym i włosami swoimi otarła jego nogi.
Utożsamianie jej z Marią Magdaleną nie ma wystarczających podstaw.
26 stycznia 2021 papież Franciszek zarządził, że będzie wspominana w Kalendarzu Rzymskim razem z Martą i Łazarzem w dniu 29 lipca.